# Alois Fenninger
Alois Fenninger (* 8. Juli 1941 in Ledinegg, Jugoslawien – heute Ledinek, Gemeinde Sveta Ana, Slowenien; † 29. Oktober 2013, in Gössendorf bei Graz) war ein österreichischer Paläontologe.

## Leben
Fenninger wurde 1967 an der Universität Graz zum Dr. phil. promoviert. Von 1963 bis 1967 arbeitete er als wissenschaftliche Hilfskraft am Institut für Geologie und Paläontologie der Universität Graz. 1967 wurde er dort Assistent, später auch Professor. Sein botanisches Autorenkürzel lautet „Fenninger“.
Er beschäftigte sich als Paläontologe unter anderem mit Hydrozoen und Algen.

## Veröffentlichungen
- mit Heinz Hötzl: Die Hydrozoa und Tabulozoa der Tressenstein- und Plattenkalke (Ober-Jura). In: Mitt. Mus. Bergbau, Geol. Technik am Landesmuseum Joanneum, 27, Graz 1965.
- Die Hydrozoenfauna des Sandling (Kimmeridgium, Nördliche Kalkapen). Anz., Wien 1969, S. 33–35.
- Ein Beitrag zur Flora und Fauna im Rauma von Golpaygan (Iran). In: Verhandlungen der Geologischen Bundesanstalt. 1969, S. 22–32 (zobodat.at [PDF; 1,1 MB]).
- mit Hans Ludwig Holzer: Fazies und Paläogeographie des oberostalpinen Malm. In: Austrian Journal of Earth Sciences 63, 1970, S. 52–141 (zobodat.at [PDF; 11,8 MB]).
- Markowketten-Analysen an den kalkreichen Schichtgruppen der Oberkarbon Auernigschichten im Raume Naßfeld (Karnische Alpen, Kärnten) Ein Vorbericht - Mit 2 Abbildungen und 6 Tabellen im Text. In: Carinthia II. 160_80, 1970, S. 19–26 (zobodat.at [PDF; 587 kB]).
- mit Hans Ludwig Holzer: Die Entwicklung der Rettenbachkalke im Raume des Hubkogels bei Bad Ischl. (Oxfordium - Berriasium, Nördliche Kalkalpen, Oberösterreich). Carinthia Sonderhefte 28, 1970, S. 31–49.
- Faktorenanalyse nordalpiner Malmkalke. In: Verhandlungen der Geologischen Bundesanstalt. 1970, S. 618–636 (zobodat.at [PDF; 671 kB]).
- mit Hans Ludwig Holzer: Die Entwicklung der Rettenbachkalke im Raume des Hubkogels bei Bad Ischl (Oxfordium - Berriasium, Nördl. Kalkalpen, OÖ.). In: Carinthia II. 28, 1971, S. 31–48.
- Bericht über detailstratigraphische Aufnahmen der oberkarbonen Auernigschichten im Raume Naßfeld (Karnische Alpen). In: Verhandlungen der Geologischen Bundesanstalt. 1971, S. 633–636 (zobodat.at [PDF; 325 kB]).
- mit Helmut W. Flügel, Hans Ludwig Holzer, Hans-Peter Schönlaub: Bericht über detailstratigraphische Aufnahmen im Oberkarbon des Waschbüchel-Profiles (Karnische Alpen). In: Verhandlungen der Geologischen Bundesanstalt. 1971, S. 637–642 (zobodat.at [PDF; 360 kB]).
- Die Fauna und Flora der Barmsteinkalk-Bank B2 im Raume des Trattberges (Osterhorngruppe, Salzburg). In: Mitteilungen aus dem Haus der Natur Salzburg. 3B, 1973, S. 10–23.
- mit Hans Ludwig Holzer: Die Genese der Dolomitsandstein-Folge des Grazer Paläozoikums. In: Austrian Journal of Earth Sciences. 69, 1976, S. 100–162 (zobodat.at [PDF; 4,9 MB]).
- mit Hans-Peter Schönlaub, Hans Ludwig Holzer, Gerd Flajs: Zu den Basisbildungen der Auernigschichten in den Karnischen Alpen (Österreich). In: Verhandlungen der Geologischen Bundesanstalt. 1976, S. 243–255 (zobodat.at [PDF; 802 kB]).
- mit Karl Stattegger: Schwermineraluntersuchungen in den oberkarbonen Auernig-Schichten des Garnitzenprofiles (Naßfeld, Karnische Alpen). In: Verhandlungen der Geologischen Bundesanstalt. 1977, S. 367–374 (zobodat.at [PDF; 493 kB]).
- Neue Faunen- und Florenelemente aus den Plassenkalken der Trisselwand (Totes Gebirge, Steiermark). In: Mitteilungen des naturwissenschaftlichen Vereins für Steiermark. Band 108, 1978, S. 115–119 (zobodat.at [PDF; 1,2 MB]).
- mit Fritz Ebner, Hans Ludwig Holzer: Die Schichtfolge im Übergangsbereich Rannach-Fazies - Hochlantsch-Fazies (Grazer Paläozoikum) im Raume St. Pankrazen - Großstübing. In: Mitteilungen des naturwissenschaftlichen Vereins für Steiermark. Band 109, 1979, S. 85–95 (zobodat.at [PDF; 893 kB]).
- Dasycladaceen (Kalkalgen) aus dem Schlerndolomit des Gartnerkofel (Karnische Alpen). In: Carinthia II. 172_92, 1982, S. 105–107 (zobodat.at [PDF; 956 kB]).
- mit Wolfgang Wassermann: Clavagellen (Lamellibranchiata) aus den Tonmergeln von Weitendorf (Baden). In: Mitteilungen des naturwissenschaftlichen Vereins für Steiermark. Band 112, 1982, S. 49–58 (zobodat.at [PDF; 2,4 MB]).
- mit Helmut Kaiser, Michael Kirchengast, Wolfgang Wassermann: Isthmusimermis GAFUROV, 1980 (Mermithida), eine für Mitteleuropa neue Nematoden-Gattung: Isthmusimermis amphidis n. sp. In: Mitteilungen des naturwissenschaftlichen Vereins für Steiermark. Band 112, S. 1982, S. 177–184 (zobodat.at [PDF; 2,3 MB]).
- mit Wolfgang Wassermann: Clavagellen (Lamellibranchiata) aus den Tonmergeln von Weitendorf (Baden). In: Mitteilungen des naturwissenschaftlichen Vereins für Steiermark. Band 112, 1982, S. 49–58
- Codiaceen aus dem Unterdevon von Karaburun (Türkei) und Chios (Griechenland). In: Austrian Journal of Earth Sciences. 76, 1983, S. 273–285 (zobodat.at [PDF; 1,4 MB]).
- mit Robert Scholger, Karl Stattegger, Pius Manser, Norbert Plass: Sedimentgeologische Untersuchungen an Stauraumsedimenten der Mur: Eine Vorstudie am Beispiel der Staustufe Mellach. In: Mitteilungen des naturwissenschaftlichen Vereins für Steiermark. Band 118, 1988, S. 107–118 (zobodat.at [PDF; 2,6 MB]).
- The Permian-Triassic of the Gartnerkofel-1 Core (Carnic Alps, Austria): Mineralogy of the Shaly and Marly Interbeds. In: Abhandlungen der Geologischen Bundesanstalt in Wien. Band 45, 191, S. 53–60 (zobodat.at [PDF; 1,1 MB]).
- mit Hans-Peter Schönlaub, Moses Attrep, K. Boeckelmann, Roland J.M.J. Dreesen, R. Feist, Gerhard Hahn: The Devonian/Carboniferous Boundary in the Carnic Alps (Austria) - A Multidisciplinary Approach. In: Jahrbuch der Kaiserlich-Königlichen Geologischen Reichsanstalt. Band 135, 1992, S. 57–98 (zobodat.at [PDF; 4,7 MB]).
- mit Bernhard Hubmann: Pseudopalaeoporella lummatonensis (Elliott, 1961) aus dem Mitteldevon der Zentralen Karnischen Alpen. In: Carinthia II. 183_103, 1993, S. 647–650 (zobodat.at [PDF; 1 MB]).
- mit Robert Scholger: Sandvulkane in rezenten Sedimenten der Mur. In: Mitteilungen des naturwissenschaftlichen Vereins für Steiermark. Band 124, 1994, S. 41–47 (zobodat.at [PDF; 2,7 MB]).
- mit Gerd Flajs, Hansmartin Hüssner, Bernhard Hubmann: Upper Permian Richthofeniid Buildups of Chios Island (Aegean Sea): Preliminary Report. Jahrbuch der Kaiserlich-Königlichen Geologischen Reichsanstalt 139, 1996, S. 21–28 (zobodat.at [PDF; 711 kB]).
- mit Bernhard Hubmann: Palichnologie an der Karpatium/Badenium-Grenze des Steirischen Tertiärbeckens (Österreich). In: Geol.-Paläontol. Mitt. Innsbruck 022, 1997, S. 71–83 (zobodat.at [PDF; 1,1 MB]).
- mit Bernhard Hubmann: Pseudopalaeoporella und das Problem der Unterscheidung paläozoischer Halimedaceen-Gymnocodiaceen. In: Geol.-Paläontol. Mitt. Innsbruck 022, 1997, S. 85–99 (zobodat.at [PDF; 1,4 MB]).
- mit Bernhard Hubmann, Birgit Moser, Robert Scholger: Diskussion zur paläogeographischen Position des Grazer Terrane aufgrund neuer paläomagnetischer Daten aus dem Unterdevon. In: Mitteilungen des naturwissenschaftlichen Vereins für Steiermark. Band 127, 1997, S. 33–43 (zobodat.at [PDF; 2,8 MB]).
- Konglomeratorgeln aus der oberkarbonen Auernig-Gruppe der Karnischen Alpen (Naßfeld, Österreich). Austrian Journal of Earth Sciences 91, 1998, S. 53–61 (zobodat.at [PDF; 2,1 MB]).
- mit Bernhard Hubmann: Spaltenfüllungen in der Basiskalkentwicklung der Kainacher Gosau (St. Pankrazen-Formation, ?Campanium). In: Mitteilungen der Abteilung Geologie Palaeontologie und Bergbau am Joanneum. SH_2, 1998, S. 137–153
- mit Christine Latal, Christian Wolf: Bergbauhalden - Gefährdung für die Umwelt?. In: Mitteilungen des naturwissenschaftlichen Vereins für Steiermark. Band 130, 2000, S. 5–18 (zobodat.at [PDF; 3,6 MB]).
- mit Michael W. Rasser: Riffe im Ober-Jura und der Unter-Kreide des Salzkammerguts (Nördliche Kalkalpen). In: Gmundner Geo-Studien. Band 2, 2003, S. 127–132 (zobodat.at [PDF; 352 kB]).
- mit Péter Árkai, Géza Nagy: Chemical and Structural Evolution of Chlorites and White K-Micas in Various Lithologies of the Low-Grade Graz Paleozoic (Eastern Alps, Austria). In: Jahrbuch der Kaiserlich-Königlichen Geologischen Reichsanstalt. Band 143, 2003, S. 23–38 (zobodat.at [PDF; 1,2 MB]).